# Diphyus interstinctus
Diphyus interstinctus là một loài tò vò trong họ Ichneumonidae.